# Vocabulario de la lengua tagala (1613)
Vocabulario de la lengua tagala es el primer diccionario escrito de la lengua tagala en Filipinas. 
Fue escrito por el fraile franciscano Pedro de Buenaventura y publicado en Pila, Laguna en 1613. Probablemente se ayudó del Vocabulario tagalo dejado por fray Juan de Plasencia.
El diccionario se convirtió en una importante fuente de inspiración para el misionero checo Pablo Clain a principios del siglo XVIII.
La compilación adicional del trabajo fue preparada por Juan de Noceda y Pedro de Sanlúcar y publicada como Vocabulario de la lengua tagala en Manila en 1754 y luego reeditada repetidamente con la última edición en 2013 en Manila.